# Pierre Charpentier
Pierre Charpentier (1887 – ?) byl francouzský reprezentační hokejový obránce.
V roce 1920 a 1924 byl členem Francouzského hokejové týmu, který skončil 2x šestý na zimních olympijských hrách.